# Маланьино (Московская область)
Маланьино — опустевшая деревня в Можайском районе Московской области в составе Юрловского сельского поселения. На 2010 год, по данным Всероссийской переписи 2010 года, постоянного населения не зафиксировано. До 2006 года Маланьино входило в состав Ваулинского сельского округа.
Деревня расположена в южной части района, на суходоле, примерно в 17 км к юго-западу от Можайска, высота центра над уровнем моря 210 м. Ближайшие населённые пункты — Каржень, Мордвиново, Алексеевка и Стреево.